# 藍蝽
藍蝽（学名：Zicrona caerulea），又名藍益蝽、藍益椿象，为蝽科藍蝽屬下的一种椿象。